# Тукосмера
Тукосмера (англ. , фр. и бисл. Tukosmera) — вулкан на острове Танна (Вануату), высшая точка острова. Высота — 1084 м. Расположен на северо-западе острова. Имеет религиозное значение для последователей секты Джона Фрума, по их мнению, Тукосмера является горой, с которой пришли боги.
Последнее извержение было в плейстоцене. Северо-западнее расположен активный вулкан Ясур.